# Amway
 Denne artikel bør gennemlæses af en person med fagkendskab for at sikre den faglige korrekthed.

Amway er et multi-level marketing firma, grundlagt af Jay Van Andel og Richard DeVos i 1959. Firmaets navn er en sammentrækning af American way. Det har hovedkontor i Ada i Michigan, og sælger kosmetik, kosttilskud, vitaminer og rengøringsmidler. Amway driver, via en række tilknyttede firmaer, forretning i mere end 90 lande i verden. I USA og Canada drev det forretning under navnet Quixtar i perioden 2002-08.
Før sin død i september 2018 var Richard DeVos den 60.rigeste person i USA, og den 205.rigeste person i verden. DeVos-familien er en af republikanernes store bidragsydere.

## Forretningsmodel
Amway har i flere lande været under kritik og/eller efterforskning for pyramidespil, men er ikke blevet dømt. USA's Federal Trade Commision har i en redegørelse om pyramidespil erklæret, at Amways forretningsmodel er lovlig.
Amway er imidlertid struktureret som et pyramidespil, med hovedfokus på at skabe omsætning af varene hvilket kan gøres gennem rekruttering af nye forbrugere og forretningsindehaver. Det at komme i gang koster 232 kroner, efterfulgt af 250 kroner om året i 'kontigent'.
I 2011 beregnede Consumer Awareness Institute deltagernes tabsrate til mere end 99,9 %. Amways forretningsmodel indebærer at sælge produkter og skabe fortjeneste ved hjælp af at opbygge et forbrugernetværk, som Amway kalder the downline.
Sidst i 1990'erne blev Amway i USA pålagt at informere alle nye sælgere om, at færre end halvdelen af selskabets sælgere nogensinde vil opleve at tjene noget, og at den gennemsnitlige månedsindtægt for det fåtal, der gik med overskud, kun var $ 65. En amerikansk undersøgelse fra 2010 konkluderede med, at den gennemsnitlige sælger slet ingenting tjente, men tværtimod tabte mere end $ 1.000 pr år.

Steven Butterfield har i sin bog Amway – the cult of free enterprise vist til at Amway fik 750.000 nye distributører i 1980 alene. Første trin i pyramiden var at få status som direktedistributør; det kræver flere måneders hårdt arbejde. Imidlertid var der rekrutteret 6.433 nye direktedistributører, tilsvarende 2,57 %. Men for at kunne leve af indtægten, måtte man være "diamantdistributør". I 1980 opnåede kun 120 denne status, dvs. 0,04 %.
I 2007 sagsøgte gigantkoncernet Procter & Gamble fire Amway-sælgere, der systematisk havde anklaget dem for at finansiere satanistisk virksomhed, dette som en del af Amways markedsføring. Procter & Gamble vandt sagen, hvor de fire sagsøgte blev dømt til at betale $ 19 millioner i erstatning.